# Internet Storm Center
Das Internet Storm Center (ISC) ist eine Organisation des mit Computersicherheit befassten SANS-Instituts, das die Anzahl bösartiger/schädlicher Aktivitäten im Internet überwacht.
Das ISC entwickelte sich aus der Website „Incidents.org“, eine ebenfalls vom SANS-Institut gegründete Seite, die den öffentlichen und privaten Sektor beim Jahr-2000-Umstieg unterstützte. Im Jahr 2000 startete „Incidents.org“ die Zusammenarbeit mit DShield zum Anlegen der Consensus Incidents Database (CID – Einvernehmliche Ereignis-Datenbank) und sammelte sicherheitsrelevante Informationen mehrerer Agenturen und von mehreren Webseiten für eine Massenanalyse.
Am 22. März 2000 gelang der SANS CID die frühe Entdeckung von Angriffen des „Lion“-Wurms. Die vom CID organisierte rasche Warnung und Gegenmaßnahmen halfen mit, den durch den Wurm entstandenen Schaden zu kontrollieren und einzuschränken.
Danach wurde DShield durch finanzielle Unterstützung des SANS-Instituts näher in incidents.org eingebunden. Die CID wurde in Internet Storm Center umbenannt, um der Art gerecht zu werden, in der es – ähnlich wie ein Wetterdienst – ein verteiltes Sensor-Netzwerk einsetzt.
Seit damals hat das ISC ihre Überwachungsunternehmen immer mehr erweitert; ihre Website spricht von über 20 Millionen intrusion detection log entries (Log-Einträge von entdeckten Eindring-Versuchen (in Computersysteme)) pro Tag. Daraus werden Analysen und Warnungen von Sicherheitsbedrohungen der Internetgemeinschaft bereitgestellt.
Während der letzten Stunden von 2005 und den ersten Wochen von 2006 hatte das ISC wegen einer Sicherheitslücke im WMF-Format seine längste Periode eines „Gelb-Alarms“.
Die wichtigste Eigenschaft des ISC ist sein tägliches „Handler Diary“ (Ereignis-Tagebuch), das von einem der 40 freiwilligen Mitarbeiter erstellt wird und die Ereignisse des Tages zusammenfasst. Dies ist regelmäßig die erste veröffentlichte Quelle über neue Angriffstrends, deren Stärke die Möglichkeit ist, in Zusammenarbeit weitere Information zu suchen und zu sammeln.
Das ISC ist zurzeit mit etwa 40 freiwilligen Mitarbeitern besetzt und repräsentiert 8 Länder und viele Industriezweige.